# متى تتزوجين؟
متى تتزوجين؟ (بالفرنسية: Quand te maries-tu?)‏ هي لوحة زيتية رسمها الفنان بول غوغان عام 1892. كانت اللوحة معروضة في كونزتميوزيوم بازل على سبيل الإعارة لمدة نصف قرن، في عام 2015 قرر مالك اللوحة رودولف ستايهيلن [الإنجليزية] بيعها، بشكلٍ سري إلى المياسة بنت حمد بن خليفة آل ثاني بمبلغ 210 مليون دولار أمريكي، وبذلك تصبح واحدةً من أغلى الرسومات الفنية بيعًا. وتقول الشائعات أن سعر البيع بلغ 300 مليون دولار.

## تاريخ
سافر بول غوغان إلى تاهيتي لأول مرة في عام 1889.

## وصف اللوحة
تظهر اللوحة امرأتان من تاهيتي وسط مشهد من الطبيعة بالألوان الزيتية.

## معرض صور

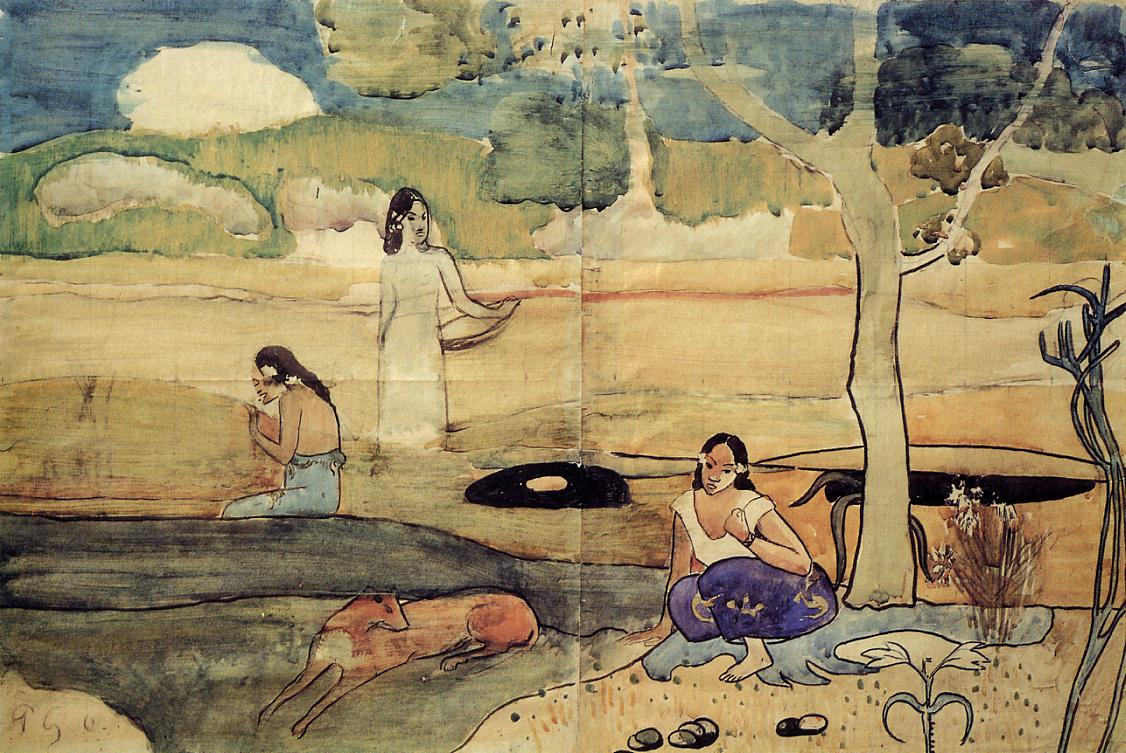
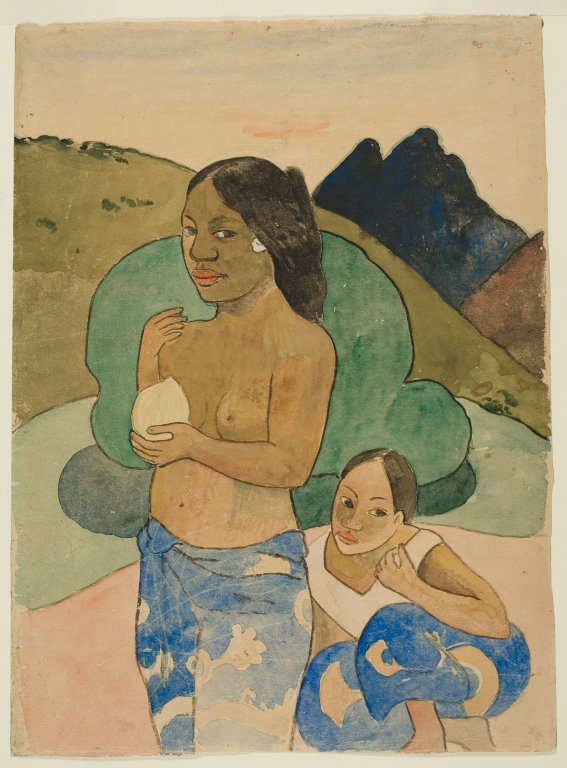
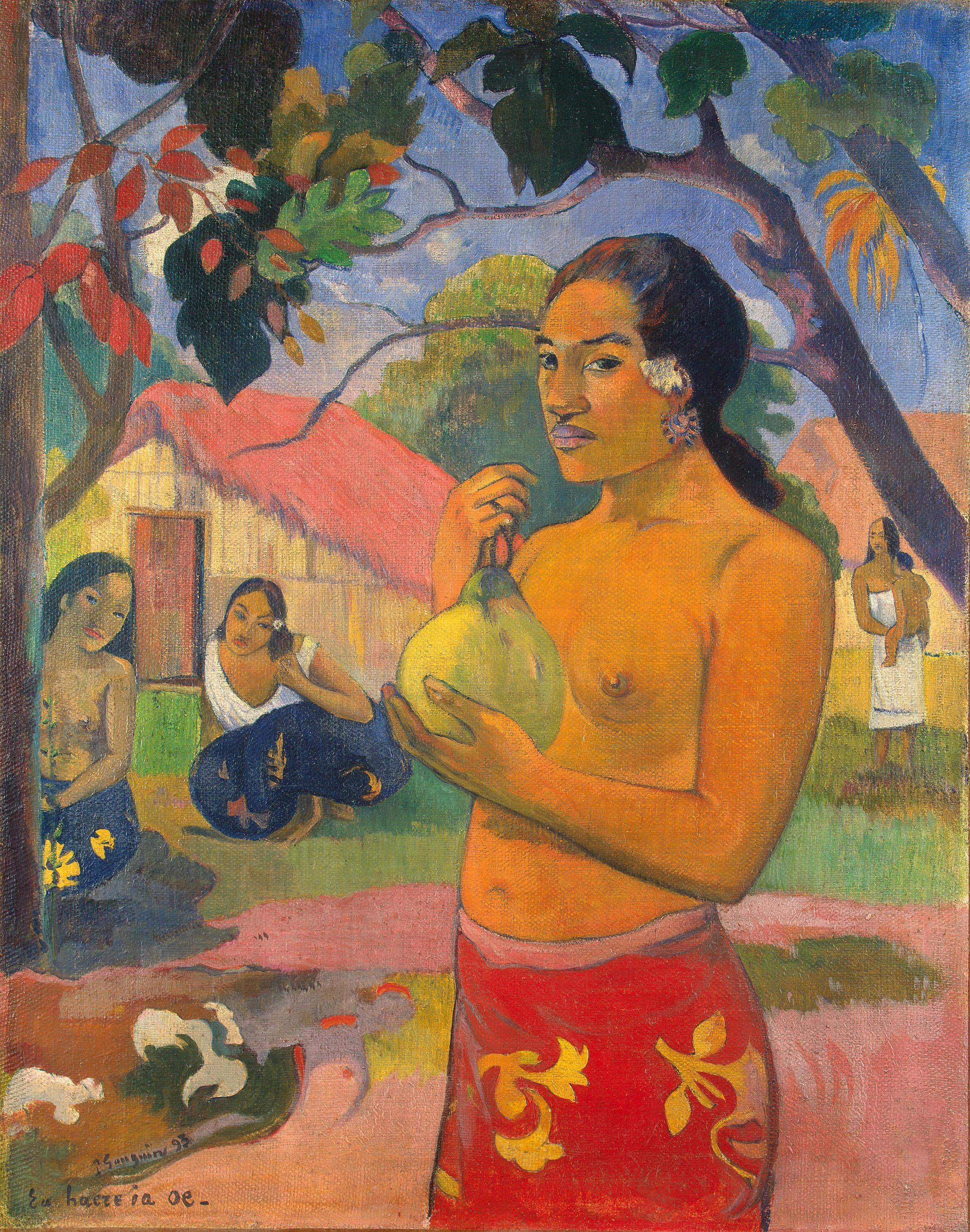